# 釋恆述
張彥瓊（1950年3月11日—），字果演，法號恆述，藝名費貞綾，是名台灣比丘尼及前歌手、演員、主持人，是張菲與費玉清之姊。

## 生平

### 演藝事業
張彥瓊初中時期就讀北一女初中部，以入學考試2分之差未被保送就讀北一女高中部。16歲就讀金甌商職時初入演藝圈，擔任電影臨時演員。
張彥瓊17歲時參加台北市統一大飯店駐唱歌星甄選，錄取後第一次登台駐唱，取了藝名「Jenny Fei」，仿瑪麗蓮夢露造型出道。原本在統一大飯店「香檳廳」演唱西洋歌曲的駐唱歌星蘇芮合約期滿後沒續約，張彥瓊成為香檳廳的西洋歌曲主秀，在香檳廳唱完西洋歌曲就下樓到「文華廳」換穿旗袍、改唱中文歌曲。此後張彥瓊在統一大飯店、國賓大飯店、華國大飯店等台北市內飯店駐唱。
1970年，張彥瓊被當時中視節目部經理王世綱發掘，與中視簽訂基本演藝人員合約，成為中視基本演藝人員。1971年加盟海山唱片。1972年拍攝中視時期第一張宣傳照。1972年至1975年，張彥瓊轉赴日本發展演藝事業三年，以藝名「Jenny Fei」（ジェニー・フェイ）推出五張日語唱片專輯，為了家庭放棄了日本的婚約。1976年，張彥瓊向中視引薦張菲與費玉清，三姊弟至此皆成為中視旗下藝人。1978至1980年於東南亞與歐美各國舉辦巡迴演唱會。

### 出家
1981年，張彥瓊退出演藝圈，轉投入商界，曾任鳳翔建設董事長、大元國際土地開發公司副董事長、協通財務顧問管理公司董事長兼總經理等職。到了1985年，張彥瓊改信佛教，尋訪臺北縣汐止市彌勒內院、三峽鎮西蓮淨苑、佛光山普門寺、台南妙通寺、台北市內湖區圓覺寺。1989年，張彥瓊遠赴美國皈依釋宣化，並在舊金山萬佛聖城就讀法界佛教大學修持系。
1991年9月6日，張彥瓊在萬佛聖城接受釋宣化剃度出家，獲賜內法號「恆述」、法名「果演」，人稱「恆述法師」；同年，奉母親譚秀霞之命返回台灣。1994年赴中國大陸學習佛教，被中華炎黃文化研究會聘為特邀研究員。1996年赴屏東縣閉關兩年。1998年出關，赴江西省嗣漢天師府參訪道教天師道，被張天師第62代傳人龔群保舉受旨「太上盟威經籙」，道號「大慧」。1999年主持TVBS頻道人物訪談節目《恆述看橫豎人生》，此為其出家後首次主持電視節目。2000年於主持中視綜藝節目《全能綜藝通》（胡瓜、賀一航主持期間）為其專設之單元〈恆述開講〉，首創以流行歌曲旋律唱佛教經文。其中最知名的吉祥如意頌則是翻唱安室奈美惠的歌曲 chase the chance。
2002年，恆述法師公開提倡以不必強定遵守佛教戒律與清規，佛道共融推廣人性化的修持方式。2004年成立「藥師佛文教事業發揚會」並自任會長，宣傳藥師佛法門。
2014年6月11日，恆述法師成立「恆述教育基金會」並自任董事長。
2017年5月21日，浙江广播电视集团「中国蓝TV」大型网红养成节目《厉害了我滴星》在中国蓝TV與腾讯视频播出第1集，沈南、曾艳芬與恆述法師组成第1集明星评审团，恆述法師再次以流行歌曲旋律唱佛教經文。
2018年9月，恆述法師成立Facebook粉絲專頁—恆述法師～Jenny-費分享心情小語，以及在YouTube創立頻道分享耗時兩年的講經作品—恆述開講～佛教系列經典。
2020年9月，恆述法師舉辦記者會，宣布重返演藝圈，並批評張菲與費玉清不幫她解決債務。
2021年2月22日，恆述法師舉辦記者會，宣布創立自在禪宗，強調自在禪宗要脫離漢傳佛教傳統，「自在禪宗是不需要瓦解事業、拋夫棄子，也不需要吃素、齋戒、禁慾」。恆述法師表示，2021年大年初一到大年初五，她、張菲與費玉清都聚在一起，三姊弟早就沒有芥蒂。

## 主持作品
| 年份           | 播出頻道           | 節目名稱           | 備註                                           |
| 家前主持的節目 |                    |                    |                                                |
| 1978年         | 中視               | 《儷人行》         | 與張菲並列第一代主持人                         |
|                | 中視               | 《歡樂假期》       | 包國良主持期間的助理主持人                     |
|                | 中視               | 《歡樂隊對碰》     | 與王夢麟並列第一代主持人                       |
| 家後主持的節目 |                    |                    |                                                |
|                | 中視               | 《全能綜藝通》     | （胡瓜、賀一航主持期間）單元〈恆述開講〉主持人 |
|                | TVBS頻道           | 《恆述看橫豎人生》 |                                                |
|                | 中視二台           | 《新恆述人生》     |                                                |
|                | 東森育樂台         | 《恆述怪譚》       |                                                |
|                | 法界弘法衛星電視台 | 《大自在生活禪》   |                                                |

## 音樂作品

### 唱片
| 年份           | 專輯名稱              | 發行公司                               | 語言 | 曲目 |
| 家前發行的唱片 |                       |                                        |      | |
| 1975年11月1日  | 《愛的曙光/滿園花香》 | 海山唱片發行                           | 國語 | 曲目 1. 愛的曙光 2. 暖流 3. 甜蜜一生 4. 當你走過我身旁 5. 五月情意 6. 愛情長跑 7. 滿園花香 8. 晚風吹月如鉤 9. 美麗 10. 錦繡前程 11. 希望和你再相見 12. 願望             |
| 1973年2月1月   | 《去年的秋天》        | 台灣波麗有限公司發行，唱片編號RTM-0004 | 國語 | 曲目 1. 去年的秋天 2. 明日又天涯 3. 情人再見 4. 不要愛我一萬年 5. 多客氣 6. 誰來告訴我 7. 彩色的愛 8. 喝不完的茶 9. 世界多美麗 10. 和你再相逢 11. 我爱在何方 12. 心上人 |
| 1973年8月1日   | 《我的男朋友》        | 台灣波麗有限公司發行                   | 國語 | 曲目 1. 我的男朋友 2. 我有一個秘密 3. 舞伴淚影 4. 何處再相逢 5. 流不盡的眼淚 6. 紗窗里的姑娘 7. 喝彩 8. 請你等一等 9. 晚霞 10. 默默的懷念 11. 重相逢 12. 有你多幸福     |
| 1975年6月      | 《再見橫濱》（グッドバイ・ヨコハマ）      | 勝利音產發行，唱片編號SV-1230          | 日語 | |

## 演出作品

### 電影
| 年份           | 片名         | 角色       |
| 家前拍攝的電影 |              |            |
| 1983年         | 《四傻害羞》 |            |
| 家後拍攝的電影 |              |            |
| 1995年         | 《新烏龍院》 |            |
| 1997年         | 《天生絕配》 | 達賴喇叭花 |

## 廣告
家前拍攝的廣告
- 台灣松下電器「國際牌松風超高級電扇」（新Q扇葉篇）

## 爭議事件

### 葷素不忌
2004年1月20日，恆述法師帶著左右兩大護法到迪化街採買年貨。皈依佛法的恆述法師對素年貨香菇柿品、花茶、果乾很有興趣，身旁的兩大護法現身忙起試吃品給師父嘗一嘗；換了一個攤子之後，潛心學佛的恆述法師竟然吃起了牛肉乾。師父說，她是紅塵修法，無所謂吃不吃素。她還買了花枝丸，還大剌剌挑選豬肉香腸。不過師父的另類修行，還是讓有些人看不過去。 對於外界質疑的眼光，恆述法師表示，過新年都會買些年貨，她用自己的方式供養她所膜拜的藥師佛。

### 名貴袈裟的由來
2004年1月27日，恆述法師於《康熙來了》接受蔡康永和徐熙娣的提問，表示台灣的袈裟只有三種顏色。當日節目錄影衣著並非出自個人所得，而為中視撥款贊助。一方面為了節目曝光需要，便向多名節目製作人收取新台幣上百萬元現金至日本添購行頭，包括王鈞、葛福鴻與張富等人。

### 違章建築事件
2019年9月恆述法師曾因違建挨告，她在新店透天厝違法加蓋採光罩；遭人檢舉拆除後又加蓋，二度被檢舉違反《建築法》。最後台北地檢署因她自行拆除給予緩起訴，另繳國庫新台幣6萬元。

## 外部連結
- 恆述法師  法界衛星電視台
- 费贞绫在豆瓣上的资料（简体中文）
- 恆述法師-Jenny-費的Facebook專頁
- YouTube上的恆述開講頻道